# Maximiliano Olivera
Maximiliano Olivera, vollständiger Name Maximiliano Martín Olivera De Andrea, (* 5. März 1992 in Montevideo) ist ein uruguayischer Fußballspieler.

## Karriere

### Verein
Der 1,81 Meter große Defensivakteur Olivera steht seit der Apertura 2010 im Kader des uruguayischen Erstligisten Montevideo Wanderers. Sechs Einsätzen in der Primera División in seiner ersten Saison, folgten je nach Quellenlage 16 oder 17 Ligaspiele in der Spielzeit 2011/12 und 26 bestrittene Erstligapartien (drei Tore) 2012/13. Zweimal lief er 2013 in der Copa Sudamericana auf. In der Saison 2013/14 kam er 31-mal in der höchsten uruguayischen Spielklasse zum Zuge (drei Tore). Sein Team gewann die Clausura 2014 und wurde Uruguayischer Vizemeister. In der Spielzeit 2014/15 wurde er in 23 weiteren Erstligapartien (zwei Tore) und acht Begegnungen (ein Tor) der Copa Libertadores 2015 eingesetzt. Es folgten in der Apertura 2015 14 weitere Erstligaeinsätze (ein Tor) für den Klub. Anfang Februar 2016 wechselte der Mannschaftskapitän der Wanderers innerhalb der Liga zu Peñarol Montevideo. Olivera, dessen Transferrechte zu jenem Zeitpunkt bei der Grupo Casal lagen, band sich für ein Jahr an seinen neuen Arbeitgeber. Bei den „Aurinegros“ trug er in der Clausura 2016 mit einem Tor bei 14 Erstligaeinsätzen zum Gewinn der Landesmeisterschaft 2015/16 bei. Des Weiteren kam er – jeweils persönlich torlos – in fünf Partien der Copa Libertadores 2016 und zwei Begegnungen der Copa Sudamericana 2016 zum Einsatz. Nachdem er in der Saison 2016 ein weiteres Erstligaspiel (kein Tor) absolvierte, wechselte er während der laufenden Spielzeit Ende August 2016 auf Leihbasis zum AC Florenz. Bis zum Saisonende lief er bei den Italienern in 18 Spielen der Serie A, zwei Begegnungen der Coppa Italia und sechs Partien der Europa League auf. Einen Pflichtspieltreffer erzielte er nicht.
Zur Saison 2017/18 wechselte Olivera endgültig zum AC Florenz. Während der gesamten Saison stand er bei sieben Ligaspielen auf dem Platz. In der nächsten Saison gehörte er bis auf zwei Spiele, bei denen er dann auch nicht eingesetzt wurde, nicht zum Spieltagskader. Olivera wurde dann für das folgende Jahr zum Club Olimpia in Paraguay ausgeliehen. Mit Club Olimpia wurde er 2019 sowohl in der Apertura als auch in der Clausura paraguayischer Meister.
Nach Ablauf dieser Ausleihe gehört er ab Januar 2020 wieder zum Kader von AC Florenz. Ab Februar 2020 wurde er an den FC Juárez nach Mexiko verliehen.
Erneut kehrte er nach Ablauf der Ausleihe ab Jahreswechsel 2020/21 in den Kader von Florenz zurück.

### Nationalmannschaft
Olivera nahm mit der uruguayischen U-20-Auswahl an der U-20-Südamerikameisterschaft 2011 teil und wurde Vize-Südamerikameister. Im Verlaufe des Turniers wurde er viermal eingesetzt. Ein Tor erzielte er nicht. Auch war er Mitglied des uruguayischen Aufgebots bei der U-20-Weltmeisterschaft jenes Jahres. Im Wettbewerb bestritt er zwei Partien. Olivera gehörte zudem im Vorfeld der Olympischen Sommerspiele 2012 zum von Nationaltrainer Óscar Tabárez aufgestellten erweiterten Kader der U-23.

### Erfolge
- U-20-Vize-Südamerikameister 2011
- Clausura 2014 (Primera División, Uruguay)
- Uruguayischer Meister: 2015/16
- Paraguayischer Meister: 2019 (sowohl Apertura als auch Clausura) (Club Olimpia)